# Раевка (Саратовская область)
Рае́вка — село в Ивантеевском районе Саратовской области, административный центр сельского поселения Раевское муниципальное образование.
Население - 513 (2010)

## История
Владельческая деревня Раевка упоминается в Списке населённых мест Российской империи по сведениям за 1859 год. Деревня по левую сторону почтовой дороги из города Николаевска в Самару и относилась к Николаевскому уезду Самарской губернии. В деревне проживали 95 мужчин и 100 женщин. Согласно Списку населённых мест Самарской губернии по сведениям за 1889 год село Раевка относилось к Ивантеевской волости Николаевского уезда. Село населяли мещане, русские, православные и раскольники, всего 450 жителей. В селе имелись церковь и мужская школа. 
Согласно Списку населённых мест Самарской губернии 1910 года село населяли преимущественно бывшие государственные крестьяне, малороссы и  великороссы, православные, 148 мужчин и 182 женщины, в селе имелись церковь и церковно-приходская школа. Земельный надел составлял 1153 десятины удобной и 149 десятин неудобной земли.

## Физико-географическая характеристика
Село находится в Заволжье, на реке Малый Иргиз. В районе села река Малый Иргиз, прорезая западные отроги Каменного Сырта, образует широкую долину с пологими склонами, местами пресечёнными балками и оврагами. Высота центра населённого пункта - 54 метра над уровнем моря. Почвы: чернозёмы южные.
Село расположено примерно в 12 км по прямой западнее районного центра села Ивантеевка. По автомобильным дорогам расстояние до районного центра составляет 13 км, до областного центра города Саратов - 280 км, до Самары - 150 км.

## Население
Динамика численности населения по годам:
| Годы      | 1859 | 1889 | 1897 | 1910 | 2002 |
| --------- | ---- | ---- | ---- | ---- | ---- |
| Население | 195  | 450  | 306  | 330  | 517  |

| 2002 | 2010 |
| ---- | ---- |
| 517  | ↘513 |

Национальный состав
Согласно результатам переписи 2002 года русские составляли 79 % населения села.